# Bergtjärnen (Vemdalens socken, Härjedalen, 691223-140524)
Bergtjärnen är en sjö i Härjedalens kommun i Härjedalen och ingår i Ljusnans huvudavrinningsområde.